# Fine Time
Fine Time är en singel från 1988 av New Order.
Detta var ännu ett steg i bandets utveckling. För att spela in singeln tillbringade de närmare två veckor i en studio på partyön Ibiza. Det blev ännu mer inriktat på dansmusik, mer elektroniskt och färre gitarrer. Låten Fine Time finns också med på albumet Technique.

## Låtlista
1. Fine Time
2. Dont Do it
3. Fine Line
4. Fine Time ( Steve Silk Hurley Mix )
5. Fine Time ( Messed Around Mix )

## Listplaceringar
| Lista (1988)                         | Topplaceringar |
| ------------------------------------ | -------------- |
| Australiska ARIA-singellistan        | 20             |
| Irländska singellistan               | 9              |
| Nyzeeländska RIANZ-singellistan      | 3              |
| UK Singles Chart                     | 11             |
| Brittiska indiesingellistan          | 1              |
| US Billboard Hot Dance Club Play     | 2              |
| US Billboard Hot Dance Singles Sales | 3              |
| US Billboard Modern Rock Tracks      | 3              |